# 9631 Hubertreeves
A 9631 Hubertreeves (ideiglenes jelöléssel 1993 SL6) a Naprendszer kisbolygóövében található aszteroida. Eric Walter Elst fedezte fel 1993. szeptember 17-én.